# Hohenbol
Der Hohenbol ist ein 602,2 m ü. NHN hoher Berg bei der Stadt Owen im Landkreis Esslingen in Baden-Württemberg. Der Hohenbol ist ein Vorberg des Teckbergs (der sich nördlich des Albtraufs im Vorland der Schwäbische Alb befindet) und diesem nordwestlich vorgelagert.

## Geologie

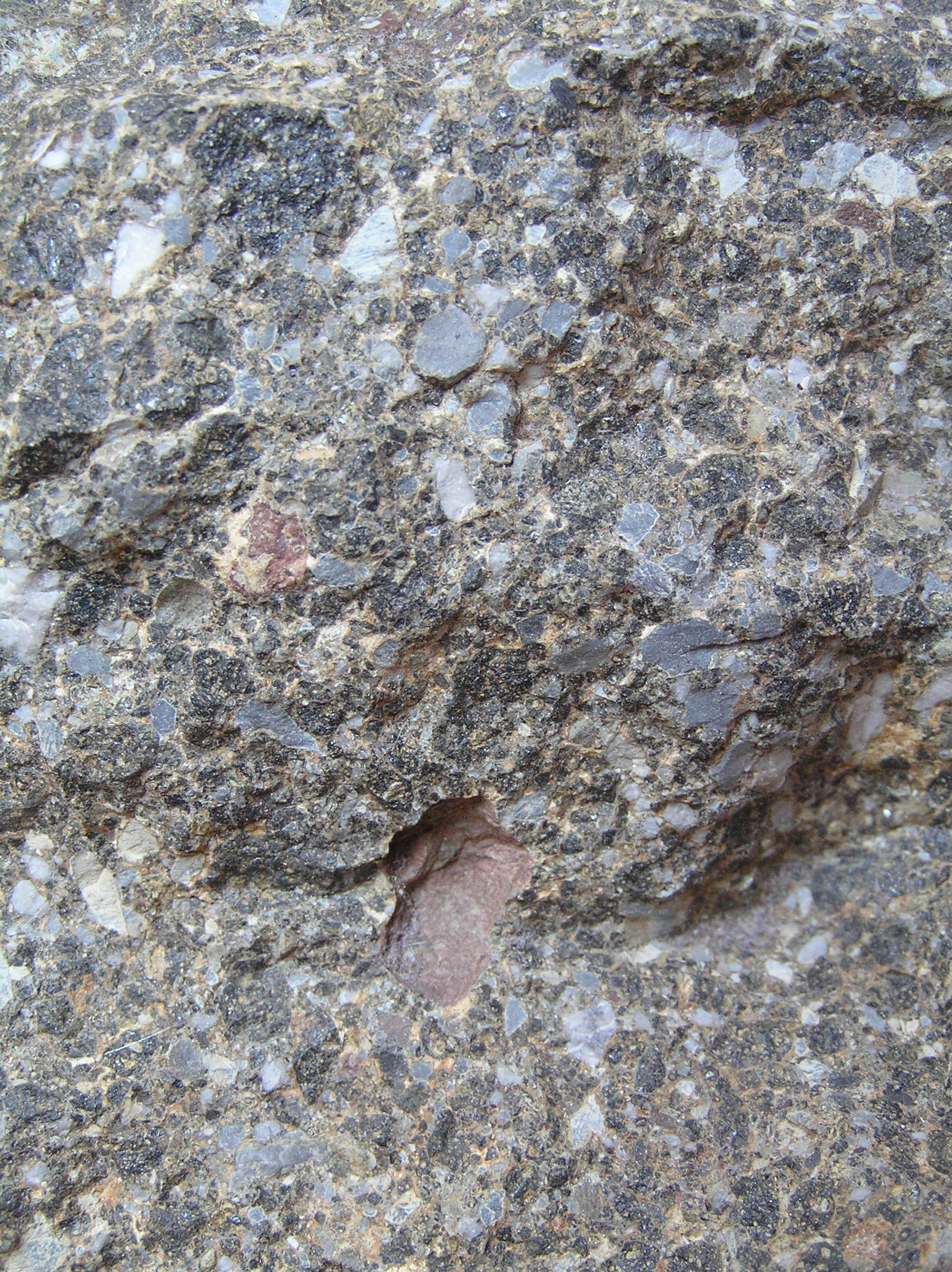
Typischer vulkanischer Tuffit vom Hohenbol

Bei dem Hohenbol handelt es sich um einen Berg vulkanischen Ursprungs. Er gehört zu den 355 Vulkanen, die aus dem Urach-Kirchheimer Vulkangebiet bekannt sind. Er entstand im Miozän, als sich einer der Vulkanschlote des Schwäbischen Vulkans einen Weg durch das umgebende Gestein bahnte. Durch Erosion des weicheren Umgebungsmaterial wurde der Hohenbol (insbesondere im Westen und Norden) freigelegt.

## Sonstiges
Durch eine markante Gruppe von Schwarzkiefern auf seinem Gipfel, die sich vom sonst geringen Bewuchs abhebt, ist der Hohenbol deutlich erkennbar und wird deshalb oft „Zahnbürstle“ genannt.
Da die dünne und nährstoffarme Humusschicht über dem Gestein schnell durch die exponierte Lage von Wind und Sonne ausgetrocknet wird, lässt dies nur schwer einen Bewuchs zu. Aus diesem Grund wurde 1916 eine Versuchsgruppe von 50 Schwarzkiefern gepflanzt. Die Herkunft der Setzlinge ist ungeklärt.
Der Teckberg und die Kuppe des Hohenbol (oberhalb des Streuobsthangs) sind als Naturschutzgebiet geschützt.

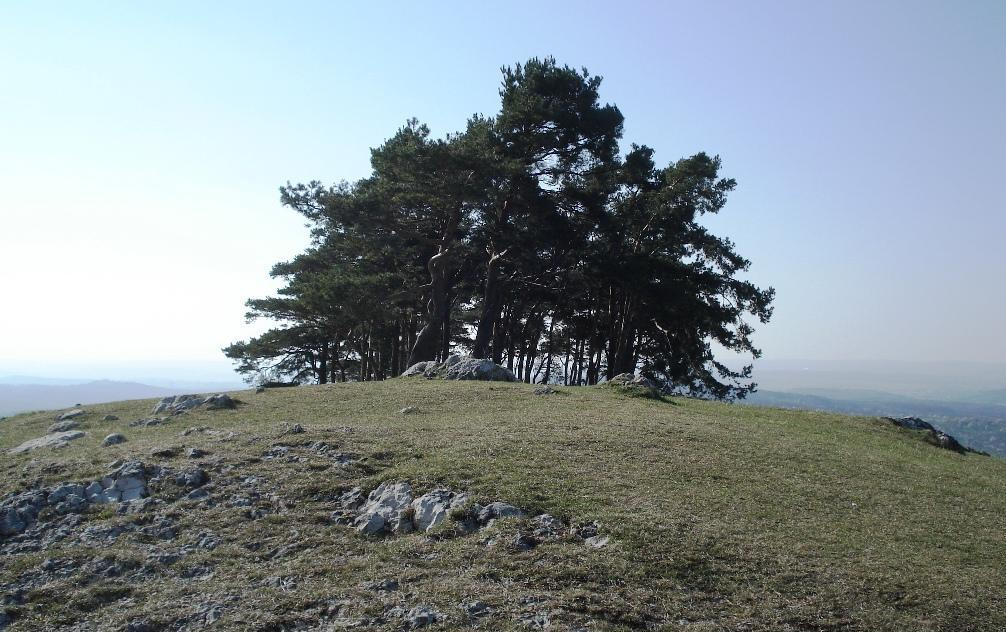
Die Kuppe des Hohenbol mit den markanten Schwarzkiefern